# Platyrhacus penicillatus
Platyrhacus penicillatus är en mångfotingart som beskrevs av Carl Graf Attems 1914. Platyrhacus penicillatus ingår i släktet Platyrhacus och familjen Platyrhacidae. Inga underarter finns listade i Catalogue of Life.